# Rodrigo Izco
Rodrigo Izco (Buenos Aires, 17 de octubre de 1994) es un futbolista argentino que se desempeña como  lateral por la derecha en el Club Almagro de la Primera B Nacional de Argentina. Su hermano mayor Mariano Izco juega en el Crotone de la serie A de Italia

## Trayectoria

### Comunicaciones
Realiza todas las divisiones inferiores en Comunicaciones debuta en el club y llega a disputar 8 partidos en su primer año en primera.

### Club Ferro Carril Oeste
Se incorpora a Ferro en el año 2016, realiza toda la pretemporada, llegó por 18 meses a préstamo.
Tuvo su debut en ingresando como suplente en el partido entre Paraná - Ferro el 30 de enero del 2016, partido que termina empatado 1 - 1 con goles de Martín Ojeda a los 43 minutos del primer tiempo para Ferro, y gol de Ekker Alexis a los 9 minutos del segundo tiempo para Parána, jugó 19 minutos en dicho partido.

## Clubes
| Club                   | País      | Año             |
| ---------------------- | --------- | --------------- |
| Comunicaciones         | Argentina | 2013 - 2015     |
| Ferro                  | Argentina | 2016 - 2017     |
| Estudiantes (San Luis) | Argentina | 2019 - Presente |

## Selección nacional

### Selección Argentina Sub-23 de la Primera B Metro
En 2015 se conformó la Selección de fútbol sub-23 de la Primera B Metro de Argentina dirigida por Julio Olarticoechea para disputar en el año 2016 un torneo reservado para futbolistas del ascenso en India.

## Estadísticas
Actualizado al 13 de julio de 2017

| Comunicaciones Argentina |                     |                     |    |   |   |   |   |   |   |   |    |    |   |   |
| 3.ª | 2013-14             | 8                   | 0  | 0 | 1 | 0 | 0 | — | — | — | 9  | 0  | 0 |   |
| 3.ª | 2014-15             | 9                   | 0  | 0 | 2 | 0 | 0 | — | — | — | 11 | 0  | 0 |   |
| 3.ª | 2015                | 24                  | 0  | 0 | 0 | 0 | 0 | — | — | — | 24 | 0  | 0 |   |
| Total | Total               | 41                  | 0  | 0 | 3 | 0 | 0 | 0 | 0 | 0 | 44 | 0  | 0 |   |
| Ferro Argentina |                     |                     |    |   |   |   |   |   |   |   |    |    |   |   |
| 2.ª | 2016                | 12                  | 0  | 0 | 1 | 0 | 0 | — | — | — | 13 | 0  | 0 |   |
| 2.ª | 2016-17             | 18                  | 0  | 0 | 1 | 0 | 0 | — | — | — | 19 | 0  | 0 |   |
| Total | Total               | 30                  | 0  | 0 | 2 | 0 | 0 | 0 | 0 | 0 | 32 | 0  | 0 |   |
| Total en su carrera | Total en su carrera | Total en su carrera | 71 | 0 | 0 | 5 | 0 | 0 | 0 | 0 | 0  | 76 | 0 | 0 |
| (1) La copa nacional se refiere a la Copa Argentina y Supercopa Argentina . (2) La copa internacional se refiere a la Copa Sudamericana, Recopa Sudamericana, Copa Libertadores y Copa Suruga Bank. (3) Promedio de goles recibidos por partidos no incluye goles recibidos en partidos amistosos. |                     |                     |    |   |   |   |   |   |   |   |    |    |   |   |